# Teresa Alonso-Rasgado
Pour les articles homonymes, voir Alonso et Rasgado.
 (février 2024).
Si vous disposez d'ouvrages ou d'articles de référence ou si vous connaissez des sites web de qualité traitant du thème abordé ici, merci de compléter l'article en donnant les références utiles à sa vérifiabilité et en les liant à la section « Notes et références ».
Maria Teresa Alonso-Rasgado est professeure de génie mécanique et doyenne de l'engagement mondial à la Faculté des sciences et d'ingénierie à l'Université Queen Mary de Londres. En 2006, elle a reçu la distinction Ohtli, l'honneur le plus important accordé par le Secrétariat aux affaires étrangères mexicain. En 2019, elle a été récompensée de la médaille Lázaro Cárdenas pour son excellence académique.

## Petite enfance et éducation
Alonso-Rasgado est originaire de Chihuahua. Elle a obtenu ses diplômes de licence et de master en génie civil à l'Institut polytechnique national. Elle est ensuite partie à l'Université de Manchester pour poursuivre en doctorat, où elle a étudié le génie mécanique à l'Institut des Sciences et de la Technologie. Elle a terminé son doctorat en 1999 et a été nommée chargée de recherche au sein du même département. 

## Recherche et carrière
En 2005, Alonso-Rasgado a été embauchée comme maître de conférences à l'université de Manchester. Elle a été promue au poste de professeur en 2012, dirigeant le groupe de recherche en bioingénierie. Alonso-Rasgado travaille sur la modélisation mathématique des systèmes biologiques ainsi que sur l'analyse musculo-squelettique et la biomécanique. Ces domaines de recherche englobent l'étude de la biocompatibilité et de la fiabilité des implants médicaux. Elle travaille sur la conception de produits fonctionnels de soins complets comprenant à la fois les services matériels et logiciels. Ses recherches ont porté sur le développement de modèles de cicatrisation. Alonso-Rasgado a été nommée professeur à l'université Queen Mary de Londres en 2018. 